# De Distel (Mechelse kunstenaarsvereniging)
De Mechelse kunstenaarsvereniging De Distel groepeerde een aantal lokale beeldende kunstenaars in het begin van de 20ste eeuw. 
"De Distel" was een kunstkring in Mechelen die gematigd-progressief gezind was in tegenstelling tot de meer conservatieve "Lucasgilde". De leden stonden voor een helder realisme en waren tegen het symbolisme gekant. 
Leden van "De Distel" waren onder anderen Theo Blickx (de eigenlijke stichter) Theodoor Verschaeren, Henri Schaepherders (Rik Schaepherders), Rik Wouters, Gustave Nelissen, Karel Bonaugure, Ernest Wijnants, Alphonse Van Beurden, Henri Van Perck, E. Stoffels, Anna Kernkamp en Karel-Willem Verschaeren. 
"De Distel", die slechts enkele jaren bestaan heeft, richtte in 1906 en 1907 te Mechelen enkele tentoonstellingen in. 
Ze hadden een eigen tijdschrift "De Distel" genaamd